# Lista de bairros de Saldívar
Esta é a lista dos 40 bairros da cidade paraguaia de Julián Augusto Saldívar.
| N° | Bairro                |
| -- | --------------------- |
| 1  | Rincón Alegre         |
| 2  | San Miguel            |
| 3  | San Rafael            |
| 4  | Centro                |
| 5  | Mbocayaty             |
| 6  | Mariscal López        |
| 7  | Tres Bocas            |
| 8  | Niño Jesús            |
| 9  | Santa María           |
| 10 | Compañía 7            |
| 11 | San Francisco         |
| 12 | La Amistad            |
| 13 | Ybyraró 1             |
| 14 | San Juan              |
| 15 | Los Gladiolos         |
| 16 | Los Naranjos          |
| 17 | Ybyraró 2             |
| 18 | Fracción Loma Blanca  |
| 19 | Las Mellizas          |
| 20 | Fracción San Pedro    |
| 21 | Villa Esperanza       |
| 22 | San Lázaro            |
| 23 | Villa del Carmen      |
| 24 | Santa Catalina        |
| 25 | Compañía 8            |
| 26 | Santa Lucía           |
| 27 | San Ramón             |
| 28 | Toledo Cañada         |
| 29 | San Isidro            |
| 30 | Villa Mano Abierta    |
| 31 | Fracción Bonanza      |
| 32 | Ko'embota             |
| 33 | Fracción Resedad      |
| 34 | San Roque             |
| 35 | Villa Marina          |
| 36 | Santa Rosa            |
| 37 | Aldana Cañada         |
| 38 | Las Piedras           |
| 39 | 3 de febrero          |
| 40 | Tres Bocas del Mboi'y |